# Serpentara (Insel)
Serpentara (ital.: Isola di Serpentara) ist eine unbewohnte Insel im Tyrrhenischen Meer vor der Südostküste von Sardinien. Die Insel ist 4 km vom sardischen Küstenort Villasimius entfernt, zu dessen Gemeindegebiet sie gehört.
Die etwa 1,2 km lange und bis zu 350 m breite Insel ist durchweg felsig. Ihr nördlich direkt vorgelagert sind die Variglioni, eine sehr kleine, aus drei Felsen bestehende unbewohnte Inselgruppe.
Auf dem mit 54 m höchsten Punkt der Insel befindet sich ein Aussichtsturm, der Torre di San Luigi.